# Стамболич, Петар
Петар Ста́мболич (серб. Петар Стамболић; 12 июля 1912, с. Брезова, Иваница, Королевство Сербия — 21 сентября 2007, Белград, Сербия) — югославский сербский государственный деятель, председатель Президиума СФРЮ (1982—1983), председатель Союзного Исполнительного Веча СФРЮ (1963—1967).

## Биография
По национальности серб. После окончания гимназии, в 1933 году окончил факультет сельского и лесного хозяйства Белградского университета. Ещё будучи студентом активно участвовал в политической жизни, являясь одним из организаторов и лидеров студенческого движения по оказанию помощи политическим заключённым в октябре 1933 года. В том же году вступил в Союз коммунистической молодёжи Югославии.
Член Коммунистической партии Югославии с 1935 года. За революционную деятельность неоднократно подвергался арестам.
После окончания университета находился на преподавательской деятельности, неоднократно подвергался арестам. В 1937 году был выслан из Белграда. Однако после службы в армии вернулся в югославскую столицу. Перед вторжением оккупационных войск в страну работал инструктором обкома СКЮ в Нише и Валево.
Во время Второй Мировой войны активно участвовал в движении Сопротивления, был одним из организаторов антифашистского восстания в Сербии. Осенью 1941 года в Ужице был избран секретарём Главного народно-освободительного комитета по Сербии. Воевал против германских войск в Боснии, в середине 1943 года принимал участие в организации партизанского движения в других районах Югославии. В ноябре 1943 года был избран членом Антифашистского веча народного освобождения Югославии. В 1944 году назначен начальником Главного штаба Народно-освободительной армии и партизанских отрядов в Сербии со ставкой в Топлице. К концу войны становится секретарем Антифашистской скупщины народного освобождения Сербии.
В 1945 году избран депутатом Союзной народной скупщины. С 1948 года постоянно являлся членом ЦК, с 1954 года — членом Исполкома ЦК СКЮ, с октября 1966 года — членом Президиума ЦК и председатель ЦК Сюза коммунистов Сербии.
В послевоенное время на ответственных государственных должностях в Социалистической Республике Сербии и Социалистической Федеративной Республики Югославии:
- 1945—1948 гг. — министр финансов и заместитель премьер-министра Народной Республики Сербии[1][2].
- 1948 г. — министр сельского хозяйства правительства ФНРЮ[1][2].
- 5 сентября 1948 — 16 декабря 1953 — премьер-министр (с 5 февраля 1953 года — председатель Исполнительного Веча) Народной Республики Сербии[1][2][3],
- 1953—1957 гг. — председатель Народной скупщины Народной Республики Сербии[1][2].
- 26 марта 1957 — 1963 — Председатель Союзной народной скупщины ФНРЮ[1][2].
- 29 июня 1963 — 16 мая 1967 — председатель Союзного Исполнительного Веча СФРЮ, глава правительства Югославии[2][3].
- в феврале-ноябре 1968 года — председатель ЦК Союза коммунистов Сербии.

В 1974—1984 годах — член Президиума СФРЮ, В 1974—1975 и 1981—1982 годах — заместитель председателя Президиума СФРЮ.
С 16 мая 1982 по 13 мая 1983 года — Председатель Президиума Социалистической Федеративной Республики Югославии, глава югославского государства.
Избирался членом Политбюро ЦК СКЮ, Исполнительного комитета ЦК СКЮ, Президиума ЦК СКЮ.
С 1984 года на пенсии, жил в уединении до самой смерти в 2007 году.
Его племянник Иван Стамболич избирался председателем Президиума Скупщины Сербии (1985—1987). В 2000 году незадолго до выборов Президента Сербии был убит: официально вину возложили на спецподразделение «Красные береты», а заказчиком объявили Слободана Милошевича.
Умер 21 сентября 2007 года в возрасте 95 лет в Белграде.

## Награды и звания
- Народный Герой Югославии (27.11.1953)
- Орден Героя социалистического труда
- Орден Югославской большой звезды
- Орден Национального освобождения
- Золотой орден «Партизанской Звезды»
- Золотая звезда ордена «За заслуги перед народом»
- Золотая звезда ордена «Братство и единство»
- Орден «За храбрость»
- Партизанский памятный знак 1941 года